# Hermandad de la Sangre (Córdoba)
La Hermandad Sacramental, Seráfica y Cisterciense de Capataces y Costaleros de la Santa Cruz y Cofradía de Nazarenos del Santísimo Cristo de la Conversión, Nuestro Padre Jesús de la Sangre en el Desprecio del Pueblo, Nuestra Señora Reina de los Ángeles en sus Misterios Gozosos y Dolorosos y San Juan Evangelista, es una Hermandad de culto católico de Córdoba. Tiene su sede canónica en la Iglesia Conventual del Santo Ángel (Capuchinos), y realiza su Estación penitencial en la tarde-noche del Martes Santo.
La corporación es popularmente conocida como la Hermandad del Císter, debido a los orígenes y primeras salidas procesionales de la Cofradía, las cuales se efectuaban desde el Monasterio Cisterciense de la Inmaculada Concepción.

## Historia
En el mes de mayo de 1974, con motivo de la festividad religiosa de la Santa Cruz, un grupo de jóvenes se reúne y decide sacar en procesión por la zona de Capuchinos, una Cruz, portada sobre sus hombros. Destacando que, sin tener plena conciencia de lo que este hecho iba a significar en un futuro, pues con esta idea espiritual, se llegó al inicio de formar una Cofradía de Penitencia.  
Posteriormente a este mes, continúan trabajando con toda ilusión y ahínco en la confección de un nuevo paso para la siguiente cruz de mayo, que en 1975, se presentó por primera vez en el Concurso de Cruces que organiza el Excmo. Ayuntamiento de Córdoba, siendo instalada en la Plaza del Cardenal Toledo. A continuación, surgiría la idea de formar una Cofradía en el Monasterio Cisterciense de la Inmaculada Concepción, más conocido popularmente como el Convento del Císter. Para ello, los hermanos hacen las indagaciones necesarias para dar culto a un crucificado, pero no habiendo ninguno adecuado en la Iglesia del Monasterio, encuentran la imagen de un crucificado en la Iglesia de San Pablo, imponiéndole la advocación de Santísimo Cristo de la Conversión.
A comienzos del mes de octubre del año 1976, este grupo de hermanos conoce, por mediación de un religioso Claretiano al Rvdo. Padre Fray Ricardo de Córdoba, la proposición de la creación de una incipiente cofradía. Con motivo de esto, también se propuso la compra de una imagen de Virgen en un taller de imaginería de San Juan de Aznalfarache, propiedad del escultor e imaginero Antonio Eslava Rubio. Tras reunir el dinero necesario para la compra (30.000 pesetas) adquieren dicha imagen, trasladándola a esta ciudad de Córdoba en el 16 de octubre de 1976. 
Esta imagen estuvo en casa de D. Fernando Morillo-Velarde Chiclana, hermano promotor de la Hermandad, y la cual estaba situada en la Plaza del Cardenal Toledo N.º 3. El 7 de diciembre del mismo año fue trasladada al Monasterio del Císter, para que en solemne función religiosa, fuese bendecida por el propio Fray Ricardo de Córdoba, que ya actuaba como Director Espiritual de ese pequeño grupo de hermanos. Las Hermandades del Santísimo Cristo de la Expiración y de la Paz colaboraron en todo lo necesario en el montaje de los referidos cultos. A partir de ese hecho, comenzó a tener solidez cofrade la idea primitiva de la Fundación de una Hermandad. 

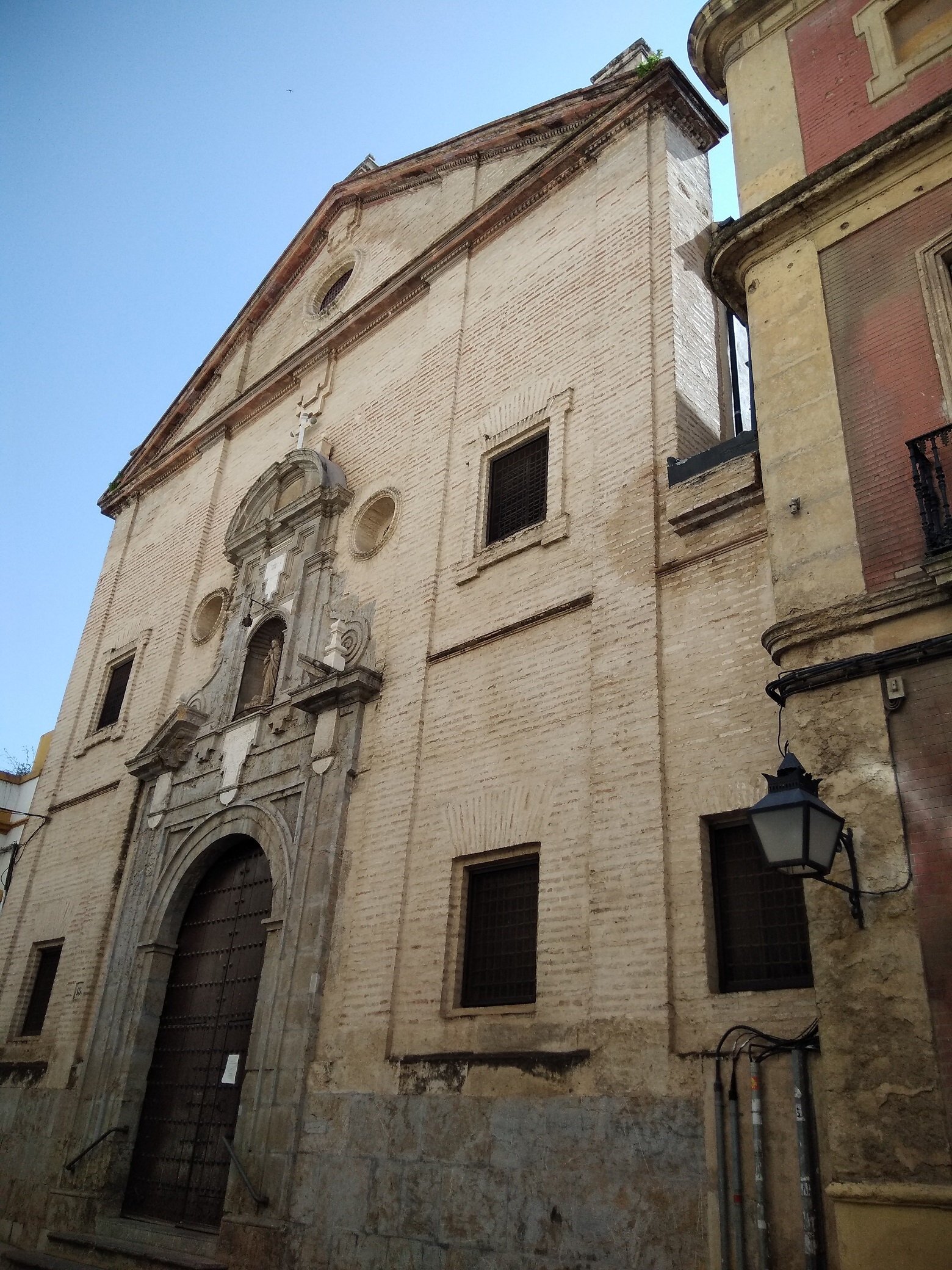
Fachada del Monasterio Cisterciense de la Inmaculada Concepción, sede canónica fundacional de la Hermandad.

En el año 1978 se incorpora a la Hermandad, la imagen de Nuestro Padre Jesús de la Sangre, la cual fue obra también de Antonio Eslava Rubio. En los inicios de la Cofradía, esta imagen procesionó en la jornada del Viernes de Dolores, sobre un antiguo paso que a la Hermandad donó la Cofradía del Sepulcro, en un fervoroso y concurrido Vía Crucis. Sin embargo, un giro de los acontecimientos se produjo en la década de los años ochenta. Inicialmente, la talla de la Virgen se convirtió en una imagen de Gloria, como actualmente se le da culto. La principal razón que dio a esta conversión de la imagen fue la adquisición del grupo escultórico de Nuestra Señora Reina de los Ángeles y San Juan Evangelista, obras de Luis Álvarez Duarte, y bendecidas en diciembre de 1980 en la Capilla del Monasterio de la Orden del Cister, sede canónica de la Hermandad.
Ya en 1986, se produciría el estreno del paso de palio sobre el que procesionaría la Reina de los Ángeles. El 8 de diciembre, con motivo del X Aniversario Fundacional de la corporación, y coincidiendo con la celebración de la festividad de la Inmaculada Concepción, la Hermandad procesionó a su Titular mariana acompañada de San Juan Evangelista por las calles del centro de la ciudad. Además, contó con el acompañamiento musical de la célebre Banda de Música Maestro Tejera. Al año siguiente, la Hermandad quedó integrada en la Agrupación de Cofradías, y en la Semana Santa del año 1989, realizó su primera Estación de Penitencia el Martes Santo con el paso de palio de Nuestra Señora Reina de los Ángeles y San Juan Evangelista desde el Monasterio del Císter. 

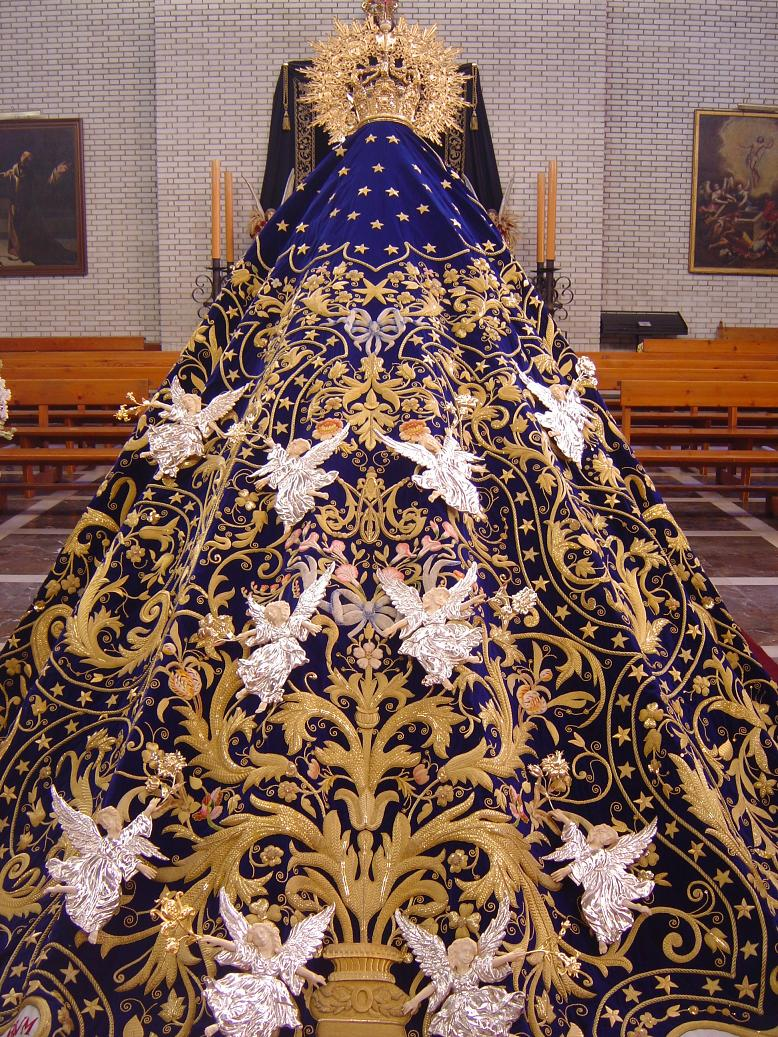
Manto de Nuestra Señora Reina de los Ángeles, estrenado en 1995.

En 1995, tuvo lugar uno de los estrenos más significativos de la corporación: el manto de la Reina de los Ángeles. Bordado en oro sobre terciopelo azul pavo real por Piedad Muñoz siguiendo el diseño de Fray Ricardo, éste presenta también pequeñas figuras de orfebrería en forma de ángeles, haciendo así alusión a la advocación de la Titular mariana. Sin embargo, apenas un año después, y debido a la reforma de las normas monacales que trajeron consigo una modificación del espacio de clausura en la Iglesia Conventual, la Hermandad tuvo que dejar su sede fundacional y trasladarse al cercano Convento de los Padres Capuchinos. Por fortuna, nunca se perdió la relación y colaboración con las Madres Cistercienses, madrinas de la Cofradía y de sus Titulares.
Con el traslado a Capuchinos, serían solo dos años lo que tardaría la corporación en realizar su Estación penitencial con el paso de misterio de Nuestro Padre Jesús de la Sangre. Desde entonces, la Hermandad se ha encargado de enriquecer su patrimonio material a través del dorado de su paso de misterio, el diseño y encargo de nuevas insignias, y el proyecto y realización de unas bambalinas y respiraderos para el paso de palio. Estos, si no todos, la inmensa mayoría, han llevado la firma o la supervisión técnica de Fray Ricardo de Córdoba, uno de sus hermanos fundadores y guía espiritual de la corporación hasta su fallecimiento en el año 2019. 
De estos años también es la primera salida procesional de su Titular de Gloria, Nuestra Señora Reina de los Ángeles en sus Misterios Gozosos. En el año 2005, con motivo del XXV Aniversario de su hechura, la Hermandad procesionó a la imagen mariana por las calles del centro de Córdoba en una Salida Extraordinaria en la que, tal y como ocurrió en la Salida Extraordinaria de 1986 de la "otra" Reina de los Ángeles, contó con el acompañamiento musical de la Banda de Música Maestro Tejera. Si bien la procesión tuvo lugar el 19 de septiembre, fue un punto de inflexión para la corporación, que decidió desde entonces organizar una salida procesional para el mes de mayo de cada año. 

## Imágenes Titulares

### Santísimo Cristo de la Conversión
Se trata de un crucificado de pequeñas dimensiones, unos 80 centímetros, y que es obra del imaginero Antonio Bernal en el año 2009. Está basado en una antigua talla de un crucificado del siglo XVII venerado en la Real Iglesia de San Pablo bajo la advocación de Cristo de las Ánimas, la cual fue cedida a la Hermandad durante sus primeros años de existencia para realizar así el ejercicio del Vía Crucis con ella. Esta imagen fue nombrada en aquellos momentos por los ilusionados jóvenes de la cofradía con la advocación del Santísimo Cristo de la Conversión, advocación que quedó posteriormente ligada al título de la hoy cofradía de la Sangre.
En la actualidad, la imagen encabeza el tramo que abre el paso de palio de Nuestra Señora Reina de los Ángeles, luciendo sobre un palermo de orfebrería realizado en los talleres Villarreal, al igual que los dos faroles por los que va escoltado. 

### Nuestro Padre Jesús de la Sangre en el desprecio de pueblo

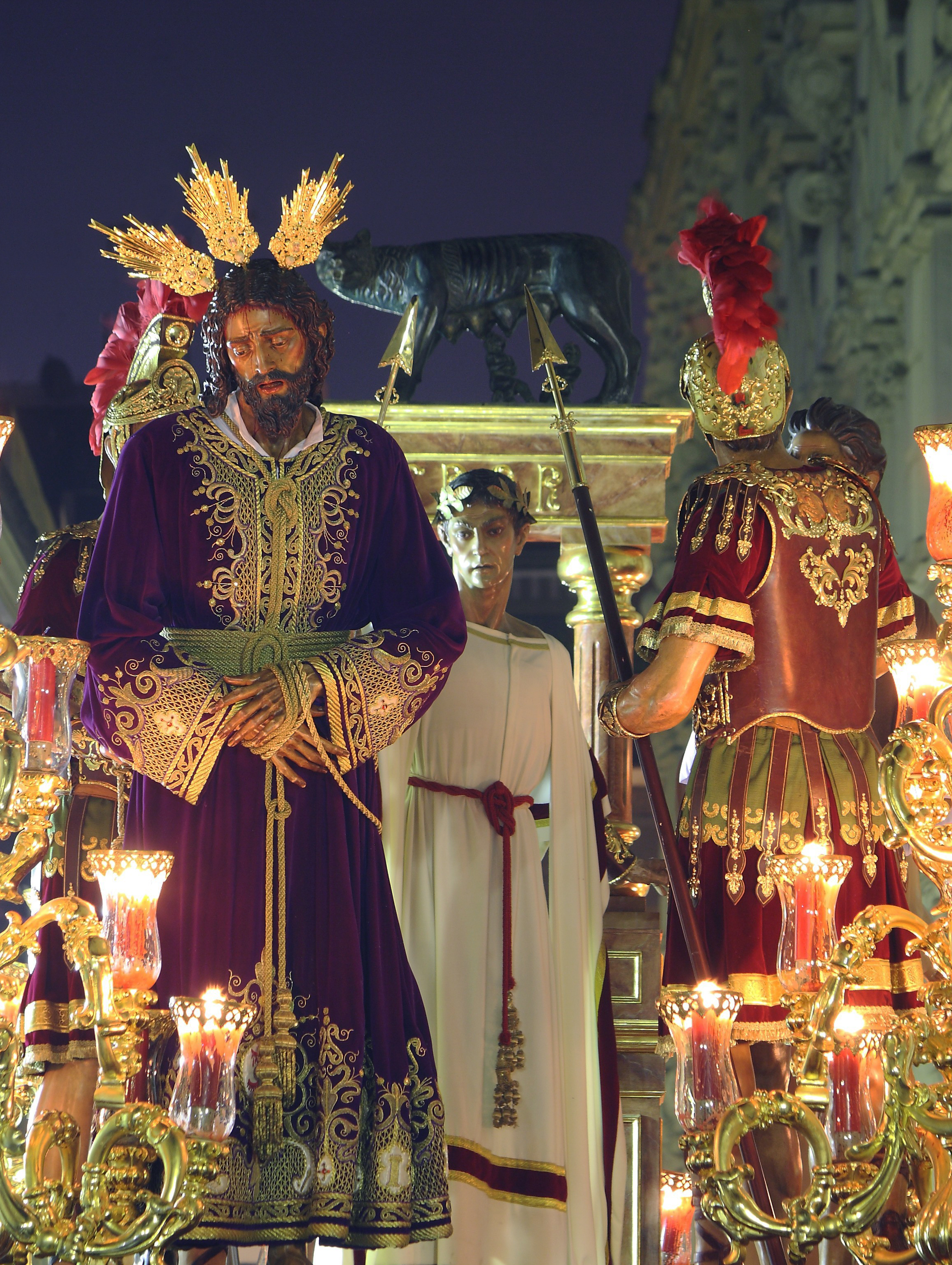
Misterio de Nuestro Padre Jesús de la Sangre en el desprecio de pueblo.

La imagen del Señor es Obra de Antonio Eslava en el año 1978. Su semblante muestra la resignación y tristeza del Señor. El dramatismo queda remarcado en su mirada, la gran cantidad de sangre presente en la cabeza de la imagen y la posición de las manos siendo mostradas al espectador. No obstante, la Hermandad ha cambiado en determinadas ocasiones la posición de estas, siendo colocadas a su espalda.
El resto de imágenes del misterio, que son un total de siete, fueron ejecutadas por el jerezano Francisco Pinto Berraquero en el año 1988. Su composición lo convierten en uno de los misterios más escénicos de la Semana Santa cordobesa. De este modo, el Señor de la Sangre es acompañado por Barrabás y dos romanos, y, tras de ellos, Pilatos junto a su esposa, Claudia Prócula, y un tercer romano. En la parte trasera del paso, el trono del procurador romano, siendo coronado éste por un arco, sobre cuya parte superior se posa una efigie de la Loba capitolina, símbolo del origen de la Antigua Roma.
El paso de misterio de Nuestro Padre Jesús de la Sangre viene a representar el pasaje bíblico del Evangelio de San Marcos (15, 1-41), cuando Cristo es presentado al pueblo para ser liberado de acuerdo a la fiesta de la pascua judía. Sin embargo, el aclamo popular llevó a Poncio Pilatos a decidir la absolución del conocido delincuente Barrabás. 
Todas estas figuras procesionan sobre un paso dorado en grandes dimensiones, obra de Rafael Barón Jiménez, y que en la actualidad, solo le resta por dorar el respiradero trasero.

### Nuestra Señora Reina de los Ángeles en sus misterios  Dolorosos y San Juan Evangelista

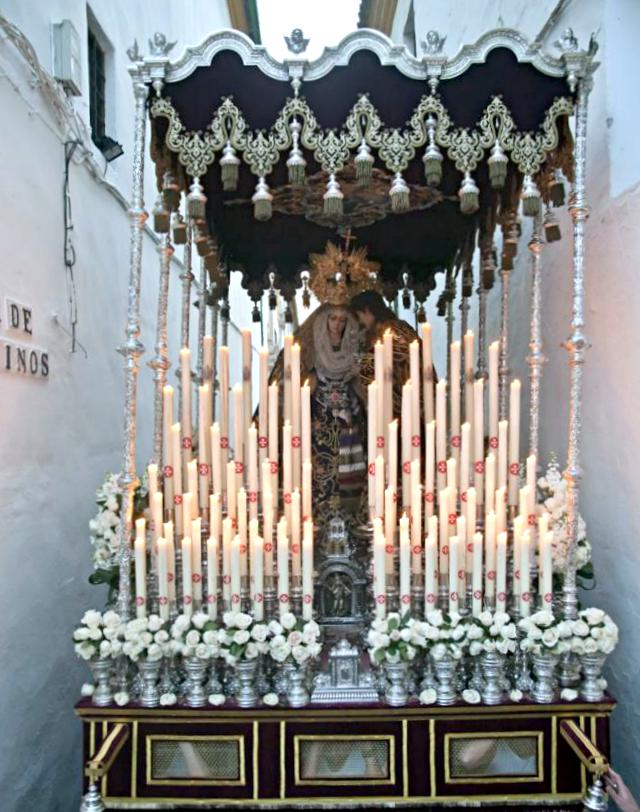
Paso de palio de Nuestra Señora Reina de los Ángeles en sus Misterios Dolorosos y San Juan Evangelista

El grupo escultórico es obra de Luis Álvarez Duarte del año 1980, estando conformado dos imágenes de candelero de gran elegancia: una de la Virgen María y otra de San Juan Evangelista, el díscipulo amado. La primera, de mirada baja e ensimismada, apenas frunce el ceño y con la boca cerrada; por su parte, la imagen del apóstol, que presenta el mismo semblante, parece estar hablándole y dándole consuelo al tener la boca entreabierta. Además, fueron las primeras imágenes en ser procesionadas por parte de la corporación en su Estación de Penitencia.
El paso de palio está realizado completamente bajo la dirección técnica de Fray Ricardo de Córdoba. Su candelería, varales y orfebrería fueron estrenados en su totalidad a lo largo de sus primeras Estaciones de Penitencia en los años noventa, mientras que las bambalinas, con una forma original y una crestería llevada a cabo por los Talleres Villarreal, están realizados en terciopelo burdeos, renovados en el año 2016. En la actualidad, la corporación se encuentra está en proceso de adquisición de los nuevos respiraderos del paso, realizados en plata y con estructura interior de madera cincelados en alpaca plateada, obra también de los Talleres Villarreal y siguiendo el diseño de Fray Ricardo de Córdoba. Estos también presentan la unión de la orfebrería con bordados antiguos en la malla de oro fino gracias a la intervención de Antonio Villar. Los paños son bordados sobre terciopelo azul Prusia y malla de oro fino, con piezas de los siglos XVII y XVIII, enriquecidos con bordados en oro y sedas, realizados por las hermanas filipenses del Convento de Santa Isabel de Sevilla.

### Nuestra Señora Reina de los Ángeles en sus Misterios Gozosos

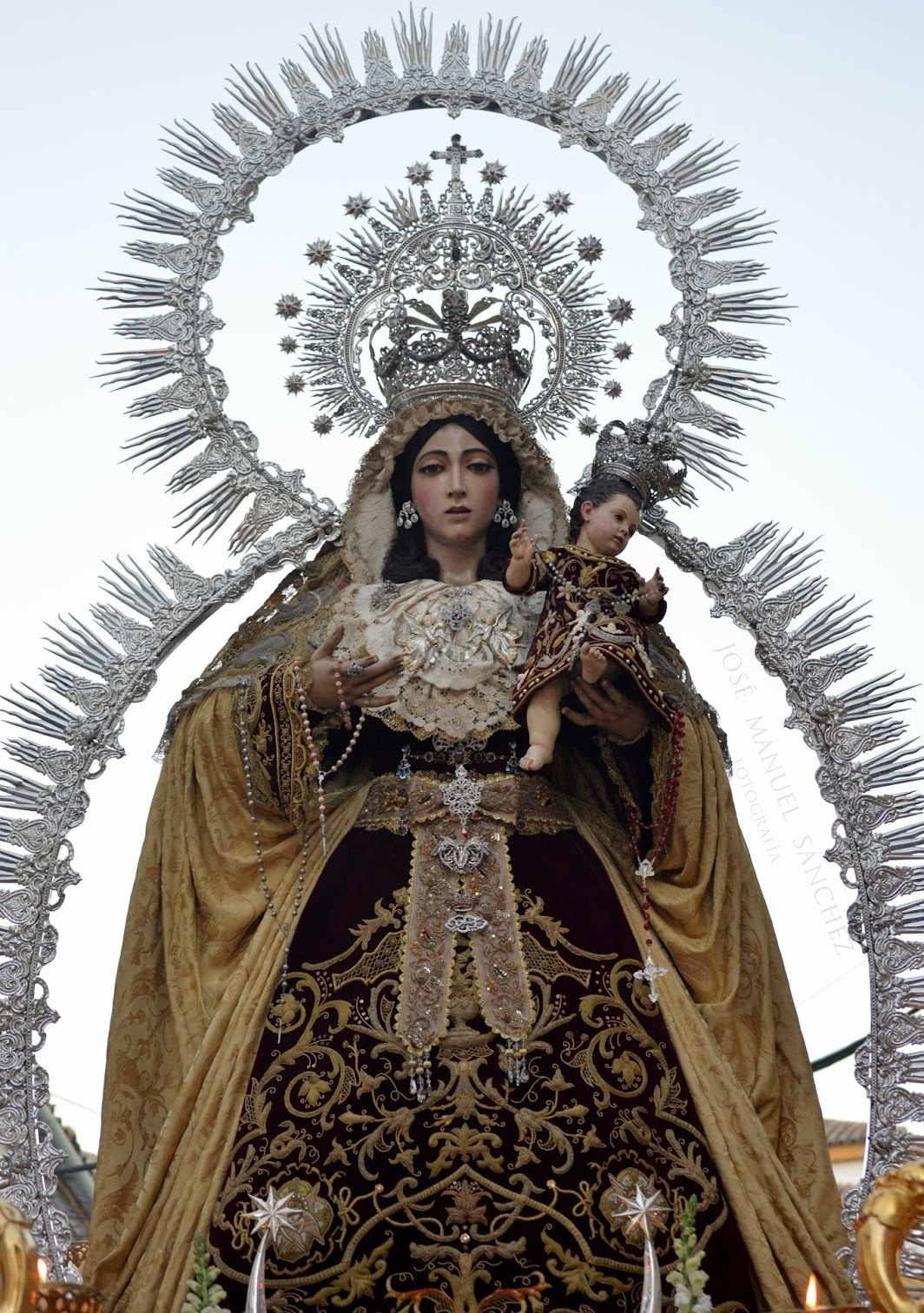
Nuestra Señora Reina de los Ángeles en sus Misterios Gozosos.

Obra de Antonio Eslava en 1977, fue la primera Dolorosa de la corporación, antes de su conversión a Titular de Gloria en el año 1980. Con la incorporación de la nueva Dolorosa de los Ángeles y San Juan Evangelista, la Hermandad encomendó al imaginero Rafael Barbero la restauración, quien se encargaría de retirarle las lágrimas y tallar la imagen del Niño Jesús que en la actualidad porta en sus brazos. La enfermedad de Antonio Eslava en aquel entonces impidió que el encargo fuera llevado a cabo por su autor original. Así, el 8 de diciembre de 1980, fue presentada de nuevo pero como imagen de gloria. 
En la actualidad, la Hermandad realiza una salida procesional con la imagen por las calles de la feligresía de los Padres Capuchinos y el centro de la ciudad de Córdoba, la cual tiene lugar el segundo o tercer sábado del mes de mayo. Procesiona sobre la antigua mesa de salida del paso de palio de la Reina de los Ángeles en sus Misterios Dolorosos, con sus respectivos respiraderos y faldones, siendo alumbrada con los arbóreos del paso de misterio del Señor de la Sangre, y entronizada sobre una gran peana dorada, conocida como “de Carrete”, y la cual era típica de las imágenes de gloria y características de la Escuela Barroca en Córdoba de los siglos XVI y XVII. Esta última ha salido de la mano de los tallistas Miguel Ortiz y Manuel Jurado; continuando, durante el último año, los trabajos de dorado en el taller cordobés de Rafael Barón.

## Insignias destacadas
- Cruz de Guía en madera con orfebrería de Villarreal.
- Simpecado de terciopelo azul, con la Purísima de oro, plata y marfil, bordado por Piedad Muñoz y con marfiles de Kiernan, sobre diseño de Fray Ricardo de Córdoba.
- Guion seráfico, con bordados de Antonio Villar y talla de Manuel Luque Bonillo (1996), bendecido en Asís. Guion concepcionista de plata con bordados en oro, obra de Antonio Villar.
- Bocinas cinceladas por Villarreal, y paños bordados en oro con motivos sacramentales y franciscanos.

## Recorrido
- Recorrido de Ida: (16:40 Cruz de Guía) Plaza de Capuchinos, Jardines Fray Ricardo, Conde Torres Cabrera, Ramírez de las Casas Deza, Cardenal Toledo, Carbonell y Morand, Capitulares, Diario de Córdoba, San Fernando, Ronda de Isasa.
- Recorrido Oficial: Triunfo, Torrijos, Puerta del Perdón, Patio de los Naranjos, interior Santa Iglesia Catedral, Patio de los Naranjos, Santa Catalina.
- Recorrido de Vuelta: Cardenal González, San Fernando, Diario de Córdoba, Capitulares, Carbonell y Morand, Nuestra Señora de la Paz y Esperanza, Capuchinos (23:15 Entrada).

## Música
La Cofradía fue acompañada por las siguientes bandas en el 2023:
- Paso de misterio de Nuestro Padre Jesús de la Sangre: Banda de Cornetas y Tambores de Nuestro Padre Jesús Cautivo (Málaga).
- Paso de palio de María Santísima Reina de los Ángeles en sus Misterios Dolorosos y San Juan Evangelista: Banda de Música María Santísima de la Esperanza (Córdoba).

### Patrimonio Musical
- Ángeles del Císter, para banda de música, compuesta por D. Pedro Gámez Laserna en el año 1978.
- Nuestro Padre Jesús de la Sangre, para banda de música, compuesta por D. Casto Contreras López en el año 1979.
- Virgen de los Ángeles, para banda de música, compuesta por D. Jesús Cea Samaniego en el año 1993.
- Ante Pilatos, para banda de Cornetas y tambores, compuesta por D. Pedro M. Pacheco en el año 1997.
- Cristo de la Sangre, para banda de música, compuesta por D. Jesús Cea Samaniego en el año 1998.
- Ángeles, Reina "Música para un Ángel"; para banda de música, compuesta por D. José de la Vega Sánchez en el año 2007.
- Las Cinco llagas de Nuestro Señor Jesucristo, cinco piezas de capilla compuestas por D. José de la Vega Sánchez en el año 2008.
- Jesús de la Sangre, pieza de capilla, compuesta por D. Alfonso Lozano Ruiz en el año 2008.
- Oración a Nuestra Señora de los Ángeles, compuesta por D. José de la Vega Sánchez en 2008 y con letra de Fray Juan Jesús Linares, o.f.m.Cap
- Gloria Cisterciense, para banda de música,compuesta por D. José de la Vega Sánchez en el año 2008.
- La Sangre y la Gloria, para banda de música,compuesta por D. Alfonso Lozano Ruiz en el año 2009 y con letra de D. Alfonso Manuel Muñoz Rodríguez
- Dulce Mirada, para banda de Cornetas y tambores, compuesta por D. Raúl Rodríguez Domínguez en el año 2009.[7]
- El Císter, para banda de Cornetas y tambores, compuesta por D. Antonio Tavera Alba, en 2009
- El Císter, para banda de música, compuesta por D. Rafael Wals Dantas en el año 2018.

## Paso por la Carrera Oficial
| Predecesor: La Universitaria | Orden de entrada en la carrera oficial (Martes Santo) Tercer lugar | Sucesor: Buen Suceso |